# Athabascasaurus bitumineus
L’athabascasauro (Athabascasaurus bitumineus) è un rettile marino estinto, appartenente agli ittiosauri. Visse nel Cretacico inferiore (Albiano, circa 110 milioni di anni fa) e i suoi resti fossili sono stati ritrovati in Canada.

## Descrizione
Questo animale è noto grazie a uno scheletro quasi completo comprendente un cranio quasi intero e compresso dorsoventralmente, tutte le vertebre presacrali e parte delle vertebre caudali, parti del cinto pettorale destro, il cinto pelvico destro e il femore destro. Athabascasaurus, come gran parte degli ittiosauri, era caratterizzato da un corpo idrodinamico simile a quello di un tonno, con un cranio lungo e affusolato e quattro arti trasformati in strutture simili a pagaie. Questo animale era caratterizzato dalla mancanza di un processo sopranariale robusto della premascella, una mascella allungata il cui punto più alto si trovava dietro le narici (in vista laterale) e un'ampia regione postorbitale. Altre caratteristiche che distinguevano questo taxon da forme simili (come Platypterygius) erano un osso squamoso rettangolare, denti dotati di bande di smalto molto sottili e solo 42 vertebre presacrali.

## Classificazione
Athabascasaurus, descritto per la prima volta nel 2010, è noto per un fossile ritrovato nella formazione Clearwater nei pressi di Fort McMurray, in Alberta (Canada), e rappresenta l'ittiosauro più completo proveniente dal Cretaceo del Nordamerica. Un'analisi filogenetica indica che questo animale non è strettamente imparentato con Platypterygius, un altro ittiosauro molto diffuso nel Cretaceo, dalla tassonomia confusa. È probabile, tuttavia, che Athabascasaurus appartenesse alla sottofamiglia dei Platypterygiinae, nell'ambito della famiglia Ophthalmosauridae.